# Роза Деріне
Іштван Дері Роза Шеппатакі, відома як Роза Деріне (уроджена Роза Шекенбах, пізніше — Розалія Шенбах) (угор. Róza Széppataki, нім. Roza Schenbach; 24 грудня 1793, Ясберень, Австрійська імперія — 29 вересня 1872, Мішкольц, Австро-Угорщина) — угорська актриса та оперна співачка (сопрано), перекладачка. Одна із основоположників угорського театрального мистецтва. Перша відома оперна співачка Угорщини та найвідоміша актриса раннього угорського театру.

## Життєпис

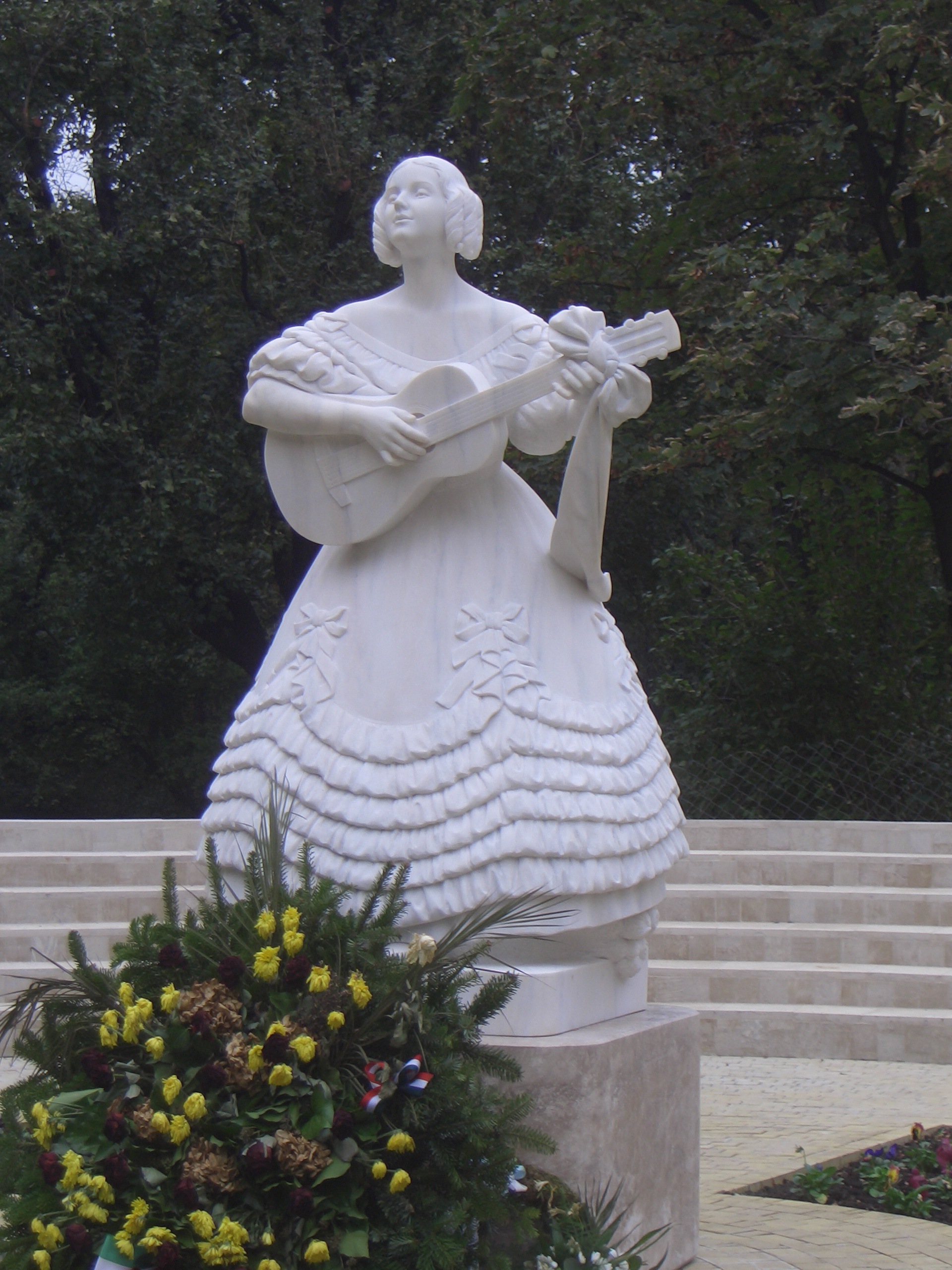
Пам'ятник Деріні у Будапешті

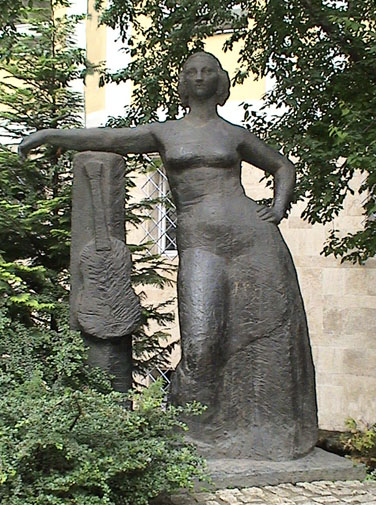
Пам'ятник Деріні у дворі Національного театру Мішкольця

Роза Деріне народилася 1793 року в родині аптекаря з Відня. Співати навчалася у П. Гашпара. Дебютувала на сцені театру у Пешті у квітні 1810 року. У 1813 році вийшла заміж за угорського актора І. Дері, проте через погано поводження з нею, шлюб незабаром розпався. Залишила собі прізвище чоловіка як сценічний псевдонім.
У 1815 році Деріне у складі так званих, «бродячих театрів» виступала в Буді, Дебрецені, Шопроні, Кошиці та інших містах Угорщини. З 1837 року виступала на сцені столичного Національного театру. У 1847 році у зв'язку із втратою голосу, залишила театр, займалася концертною діяльністю. Зіграла новаторську роль в угорському театрі та опері. Деріне, будучи першою всесвітньо визнаною актрисою Угорщини, переклала 12 німецьких п'єс угорською мовою і зіграла провідну роль у створенні перших угорських оперних постановок.
Створила галерею жіночих образів у світовому та вітчизняному репертуарі. Була першою оперною співачкою, яка виступила в Клузькому національному театрі, відкритому в 1821 році та в Пешті у 1837 році.
Авторка «Щоденника» у 3-х томах, що є своєрідним літописом угорського театру.
Померла 1872 року в злиднях на 79-му році життя в будинку для людей похилого віку в Мішкольці .
У 1921 році була перепохована у Будапешті.

## Вибрані ролі та партії
Марія Стюарт та Сафо в однойменних п'єсах Шіллера та Грильпарцера, Мелінда у драмі Й. Катони «Банк бан». Серед оперних партій Деріні найвідоміші Розіна, а також Норма («Норма»), Констанція («Викрадення з сералю» Моцарта) та інші.
Красивий і сильний голос, талант драматичної актриси допомагали їй створювати на сцені виразні образи, що запам'ятовуються.
Значення та ушанування спадщини Роза Деріне відіграла важливу роль в започаткуванні угорського театру та опери. Окрім того, що вона стала першою загальновизнаною актрисою країни, Деріне переклала 12 німецьких п'єс угорською мовою та відіграла провідну роль у заснуванні перших оперних компаній у регіоні. Майже через 50 років після її смерті її урочисто перепоховали в Будапешті в 1921 році.
Три фільми, розповідають про її життєпис — «Лісова пожежа» (1944), «Деріне» (1951), а також Міс Деріне, де вона? (1975).
У будинку в Діошдьєрі, де вона жила, зараз відкрито музей, присвяченим творчості Рози Деріне.